# Anthony Pilkington
Anthony Neil James Pilkington (ur. 6 czerwca 1988 w Blackburn, Anglia) – piłkarz występujący w Cardiff City.